# Cantó de la Chapelle-sur-Erdre
El cantó de La Chapelle-sur-Erdre (bretó Kanton Chapel-Erzh) és una divisió administrativa francesa situat al departament de Loira Atlàntic a la regió de Loira Atlàntic, però que històricament ha format part de Bretanya.

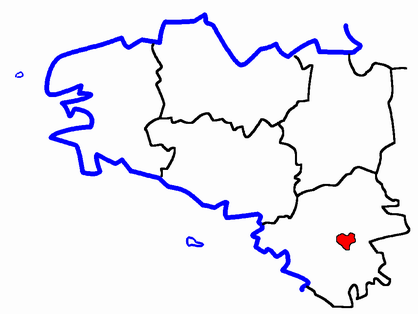
Situació del cantó

## Composició
El cantó aplega 4 comunes:
| Nom francès              | Nom bretó              | Població | km²    | Codi Postal | Codi INSEE |
| Grandchamp-des-Fontaines | Gregamp-ar-Feunteunioù | 3.466    | 33,87  | 44119       | 44066      |
| La Chapelle-sur-Erdre    | Chapel-Erzh            | 16.391   | 33,42  | 44240       | 44035      |
| Sucé-sur-Erdre           | Sulieg                 | 5.868    | 41,33  | 44240       | 44201      |
| Treillières              | Trelier                | 6.032    | 29,05  | 44119       | 44209      |
| Cantó                    | Chapel-Erzh            | 31.757   | 137,67 | -           | 4407       |

## Història
| Data d'elecció                           | Identitat    | Partit | Qualitat |
| ---------------------------------------- | ------------ | ------ | -------- |
| 2001-                                    | Hervé Bocher | PS     |          |
| les dades anteriors no són pas conegudes |              |        |          |
|                                          |              |        |          |